# Manfred Donike (Radsportler, 1960)
Manfred Donike (* 13. Juni 1960 in Erftstadt-Köttingen; † 23. Februar 2003 in Kreuzau) war ein deutscher Amateur-Radrennfahrer und späterer Radsport-Kommissär.
1984 startete Manfred Donike bei den Olympischen Sommerspielen in Los Angeles und belegte im Punktefahren  Platz 19. Er errang 14 deutsche Meistertitel, vornehmlich im Zweier-Mannschaftsfahren mit Uwe Messerschmidt. Gemeinsam mit Messerschmidt gewann er mehrere Sechstagerennen für Amateure, wie etwa die in Dortmund zwischen 1984 und 1989, sowie mehrfach das renommierte Bahnrennen „Silberner Adler von Köln“. Donike nahm auch an UCI-Bahn-Weltmeisterschaften teil und wurde zweimal Militärweltmeister.
Nach Beendigung seiner aktiven Radsport-Karriere baute Donike zunächst ein Rad-Bundesliga-Team in Köln-Worringen auf und war lange Zeit Sportlicher Leiter der Rheinland-Pfalz-Rundfahrt. Schließlich wurde er Kommissär der Union Cycliste Internationale (UCI) und war unter anderem als Jury-Mitglied bei der Tour de France sowie bei zahlreichen Weltmeisterschaften im Einsatz. Auf nationaler Ebene leitete er beim Bund Deutscher Radfahrer die Technische Kommission Rennsport.
Manfred Donike starb im Alter von 42 Jahren an einer Herzerkrankung. Er war der Sohn von Manfred Donike, der ebenfalls einem Herzanfall erlegen war. Sein Bruder Alexander Donike ist auch als Kommissär der UCI tätig sowie als Organisator, so etwa als Technischer Direktor bei Rund um Köln.